# بطاطا

درنتا بطاطا مع براعم خضرية

البَطَاطا أو البَطَاطِس هي نبات من الفصيلة الباذنجانية وهي من أكثر محاصيل الخضراوات انتشارًا في العالم، كما أنها واحدة من أشهر الأطعمة، ولها قيمةٌ غذائية وأضرار صحية كذلك.
دخلت البطاطا الأنديز منذ أكثر من أربعة قرون، وهي محصول درني تنمو ثماره تحت الأرض، وأصبحت جزء لا يتجزأ من العديد من الأطباق في العالم، فالبطاطا محصول غذائي يُزرع في كل أنحاء العالم، وهي مصنفة في المركز الرابع من حيث الأهمية بعد القمح والأرز والذرة. وتحتاج البطاطا إلى رعاية خاصة عند تخزينها، إذ أنها تخزن في مستودعات باردة لتجنب فسادها.
توجد البطاطا البرية في جميع أنحاء الأمريكتين، من الولايات المتحدة إلى جنوب تشيلي، ويعتقد أنه قد تم استئناسها وزراعتها بشكل مستقل، ولكن ثبت في وقت لاحق في التجارب الجينية لمجموعة واسعة من الأصناف والأنواع البرية، أن هناك أصل واحد للبطاطا في منطقة جنوب بيرو في الوقت الحاضر، وأقصى شمال غرب بوليفيا، وقد استؤنست البطاطا من 7000 إلى 10000 عام، وهناك الآن أكثر من ألف نوع من البطاطا.
يرجع أصل البطاطا إلى أرخبيل شيلوي وكانت تلك هي مركز زراعتها في أعقاب غزو الإسبان لإمبراطورية الإنكا، حيث قام الإسبان بتصدير البطاطا إلى أوروبا في النصف الثاني من القرن السادس عشر الميلادي، وقد نقل البحارة البطاطا إلى جميع أنحاء العالم، كانت زراعتها بطيئة وضعيفة في أوروبا، نظرا لأن الفلاحين كانوا لا يثقون في زراعة هذا النوع من الخضروات.

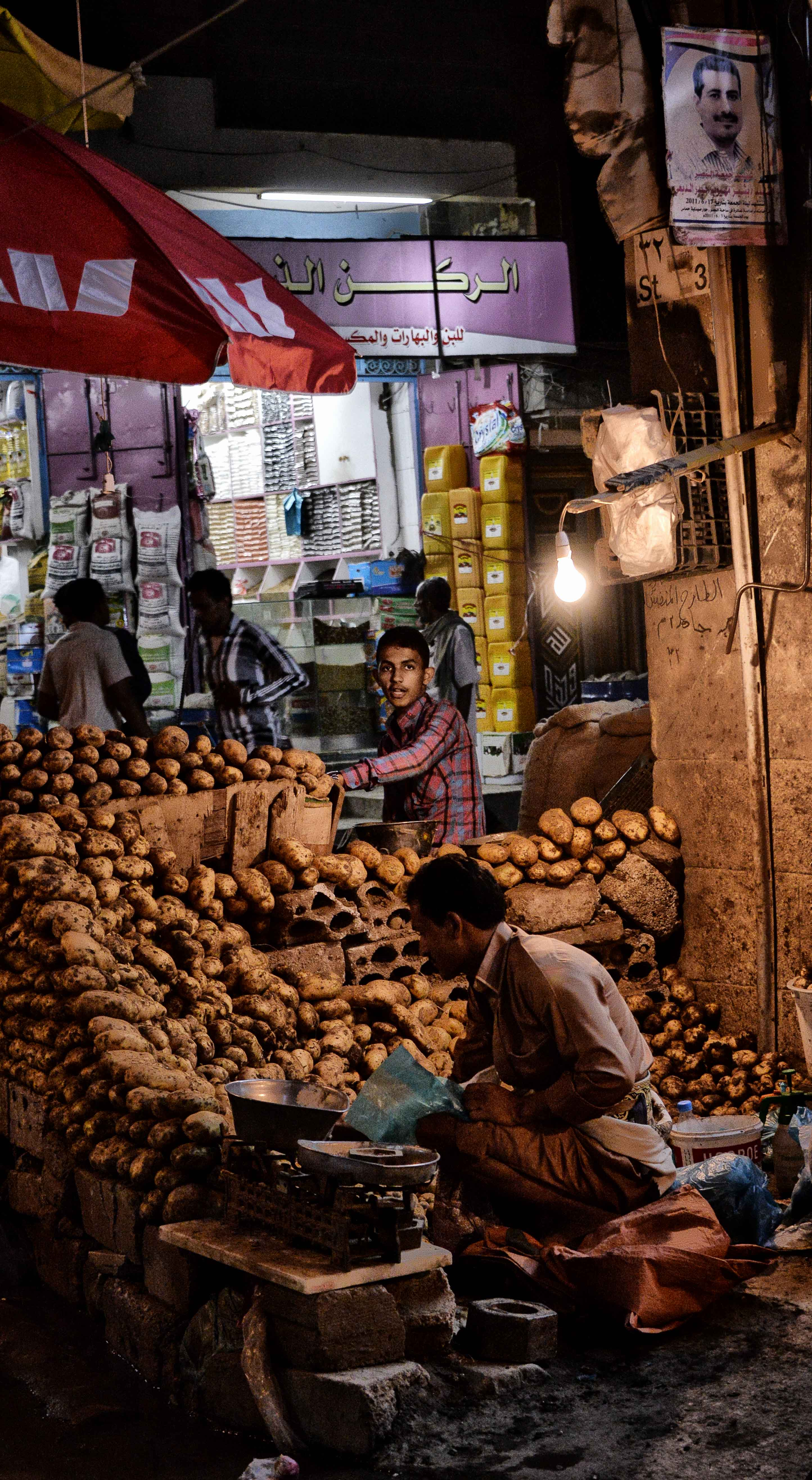
بائع بطاطس في اليمن

## الاسم
كلمة «بطاطا» مأخوذة من الكلمة الإسبانية patata. وأصل الكلمة الإسبانية يعود إلى اللغات المحلية في البحر الكاريبي ومنطقة جبال الأنديز.
وتُستخدم كلمةُ «بطاطا» في الجزائر ودول المغرب العربي وبلاد الشام، وفي بلاد عربية أخرى تسمى «بطاطس». وهذه الكلمة مأخوذة من الكلمة التركية patates. والكلمة التركية مأخوذة من الكلمة اليونانية (patátes) πατάτες، التي هي جمع كلمة πατάτα (patáta). والكلمة اليونانية مأخوذة من الكلمة الإسبانية. وأيضا كلمة potato الإنجليزية هي مأخوذة من الكلمة الإسبانية.

## تاريخ
نشأت البطاطا في أمريكا الجنوبية ويعتقد معظم المشتغلين والمهتمين بهذا النوع من الخضروات أن البطاطس ظهر من أنواع نباتية زرعت في بوليفيا وتشيلي وبيرو. وقد قام الهنود الحمر الموجودون في تلك البلاد منذ أكثر من أربعة قرون بزراعتها في أودية جبال الأنديز، حيث صنعوا منها مادة دقيقة خفيفة تُسمى شونو، واستخدموا هذه المادة بدلاً من القمح في عمل الخبز.
كان المستكشفون الإسبان أول من أكل البطاطا من الأوروبيين، وقد أحضروها معهم إلى أوروبا في منتصف القرن السادس عشر الميلادي، وفي نفس الوقت تقريبًا، أحضر المكتشفون الإنجليز البطاطا إلى إنجلترا، ومنها نقلت إلى أيرلندا حيث نمت بصورة جيدة. وأصبحت البطاطا تعرف في بعض البلدان الغربية باسم البطاطا الأيرلندية، لاعتماد جزء كبير من الأيرلنديين عليها في غذائهم.
يعتقد أن البطاطا انتقلت إلى أمريكا الشمالية في بداية القرن السابع عشر الميلادي، إلا أنها لم تصبح محصولاً غذائيا مهمًا حتى أحضرها المهاجرون الأيرلنديون حين استقروا في نيوهامبشاير عام 1719م.
ونتيجة للإصابة بمرض اللفحة المتأخرة وبسبب ظهور خنفساء بطاطس كولورادو، فقد شح محصول البطاطا بأيرلندا في الفترة بين عامي 1845م و1847 م، لذلك فقد مات نحو 750 ألف أيرلندي نتيجة الإصابة بالأمراض أو الجوع، كما غادر مئات الآلاف أيرلندا واستقروا في بلاد أخرى وبخاصة الولايات المتحدة.
وقد نتج عن التقدم الذي حدث في تصنيع الغذاء خلال القرن العشرين، استخدام واسع للبطاطا حيث أدخلت في منتجات الشيبس والبطاطا المقرمشة.

## ميزات البطاطا
- غذاء شعبي سهل الهضم له فوائد عديدة.
- تحتوي على ألياف مُلينة للمعدة.
- تعتبر خير واقٍ من سرطان الأمعاء لاحتوائها نسبة من الأملاح المعدنية.

ومن أضرار البطاطا أنها تسبب السمنة حيث تحتوي على كمية كبيرة من السكريات على شكل نشويات، ولكنها تعتبر سكريات بطيئة أي أنها تساعد على النشاط والطاقة.
وأثبت الباحثون أن البطاطا تحتوي علي مواد كيمائية، تساعد في تقليل ضغط الدم الشرياني. ولكن الباحثين في معهد بوريتش في الولايات المتحدة أكدوا أن لها فوائد صحية مفيدة جداً للجسم، إذ يحتوي المائة غرام من البطاطا على 75% من وزنه ماءً، و 12% ألياف، وحوالي 25% نشويات، و 20% كربون، و 10 % من الغرام دهون، و 13 غرام أملاح الكالسيوم، و1 غرام حديد، وفيتامين سي.

### أكلها مع قشرتها
يؤكد خبراء التغذية بأن البطاطا المسلوقة بقشرتها إذا أكلت مع القشر، تكون أكثر فائدة بسبب احتواء القشرة نسبة عالية من الكالسيوم والفوسفور والحديد، وهي تحتوي على مواد مضادة للسرطان والأكسدة لذلك ينصح بتناولها مع القشرة، وفيها أيضاً مادة قادرة على امتصاص كل السموم في الجسم، وتعالج المَعْي الغليظ، ولا تضر القلب ولها فوائد أخرى للجسم.

### قناع البطاطا
ثمرة البطاطا لها فائدة كبيرة جداً في إزالة الانتفاخ الذي يظهر تحت العينين، وذلك إذا تم استخدامها على شكل شرائح طازجة
تُستخدم كَمَّادَاتٍ للعينين.

## الاستعمالات

### التغذية والصحة

مائدة الإفطار

تجهز البطاطا بطرق عدَّة، مشوية أو مسلوقة أو مقلية أو مهروسة، كما أنها تقَّدم مع اللحم أو السمك ومع الخضراوات الأخرى. ويقوم صانعو الأغذية بتجهيز البطاطا على هيئة مسحوق سريع التحضير لعمل البطاطا المهروسة والأصناف الأخرى.
ويقوم معلبو الأغذية بتعليب البطاطا على هيئة بطاطس مهروسة أو حساء أو مطبوخة، وهناك بعض المنتجات الأخرى التي تدخل البطاطا في مكوناتها، تشمل المشروبات الكحولية والدقيق وأنواعًا خاصة من النشا تستخدم في الصناعة.
تحتوي البطاطا على نحو 80% ماء و20% مواد صلبة. ويكوِّن النشا ما يعادل 85% من المواد الصلبة ويكوِّن البروتين النسبة الباقية. والبطاطا تحتوي على العديد من الفيتامينات، منها: النياسين، والريبوفلافين، والثيامين، وفيتامين ج. كما تحتوي على بعض الأملاح المعدنية، مثل الكالسيوم، والحديد، والمغنسيوم، والفوسفور، والبوتاسيوم، والصوديوم، والكبريت.

## فوائد البطاطا بالنسبة للجسم
- محتوى البطاطا من الألياف والبوتاسيوم وفيتامين c وفيتامين B6 إلى جانب افتقارها إلى الكوليسترول، كلها تدعم صحة القلب. حيث أن البطاطا تحتوي على كمية كبيرة من الألياف التي تساعد على خفض الكمية الإجمالية للكوليسترول في الدم، وبالتالي تقليل خطر الإصابة بأمراض القلب.[8]
- وجود البوتاسيوم والكالسيوم والمغنيزيوم  في البطاطا يعمل على خفض ضغط الدم بشكل طبيعي.[9]
- يساعد الحديد والفوسفوروالكالسيوم والمغنيزيوم الموجود في البطاطس على بناء بنية العظام وقوتها والحفاظ عليها. يعتبر كل من الفوسفور والكالسيوم مهمين في بنية العظام، ولكن من الضروري تحقيق التوازن بين المعدنين، فالكثير من الفوسفور والقليل من الكالسيوم يساهم في هشاشة العظام.[9]
- تحتوي البطاطا على الكولين وهو عنصر غذائي مهم وله فوائد متعددة فله دور في حركة العضلات والمزاج والتعلم والذاكرة، كما أنه يساعد في الحفاظ على بنية الأغشية الخلوية ونقل النبضات العصبية وامتصاص الدهون ونمو الدماغ المبكر.[9]
- يساعد محتوى الألياف في البطاطا على تنظيم عملية الهضم ومنع الإمساك، كما تزيد من الشبع وتقلل من الإحساس بالجوع، وبالتالي يقل احتمال استهلاك مزيد من السعرات الحرارية مما يساعد في التحكم في الوزن.[9]

## المعلومات الغذائية
يحتوي كل 100 غرام من البطاطا المسلوقة (بحسب وزارة الزراعة الأميركية) على السعرات الحرارية والمواد الغذائية التالية:
- السعرات الحرارية: 78
- الدهون: 0.10
- الدهون المشبعة: 0
- الكاربوهيدرات: 17.20
- الألياف: 3.3
- البروتينات: 2.86
- الكولسترول: 0

## مقارنة بين أهم الأغذية الأساسية
| المحصول:                            | ذرة [A] | أرز [B] | قمح [C] | بطاطا [D] | بفرة [E] | فول الصويا (خضراء) [F] | بطاطا حلوة [G] | سورغم [H] | يام [Y] | موز الجنة [Z] |
| ----------------------------------- | ------- | ------- | ------- | --------- | -------- | ---------------------- | -------------- | --------- | ------- | ------------- |
| العنصر (في كل 100غرام)              | الكمية  | الكمية  | الكمية  | الكمية    | الكمية   | الكمية                 | الكمية         | الكمية    | الكمية  | الكمية        |
| ماء (غرام)                          | 10      | 12      | 13      | 79        | 60       | 68                     | 77             | 9         | 70      | 65            |
| طاقة (كيلو جول)                     | 1528    | 1528    | 1369    | 322       | 670      | 615                    | 360            | 1419      | 494     | 511           |
| بروتين (غرام)                       | 9.4     | 7.1     | 12.6    | 2.0       | 1.4      | 13.0                   | 1.6            | 11.3      | 1.5     | 1.3           |
| دهون (غرام)                         | 4.74    | 0.66    | 1.54    | 0.09      | 0.28     | 6.8                    | 0.05           | 3.3       | 0.17    | 0.37          |
| كربوهيدرات (غرام)                   | 74      | 80      | 71      | 17        | 38       | 11                     | 20             | 75        | 28      | 32            |
| ألياف (غرام)                        | 7.3     | 1.3     | 12.2    | 2.2       | 1.8      | 4.2                    | 3              | 6.3       | 4.1     | 2.3           |
| سكر (غرام)                          | 0.64    | 0.12    | 0.41    | 0.78      | 1.7      | 0                      | 4.18           | 0         | 0.5     | 15            |
| كالسيوم (ملغرام)                    | 7       | 28      | 29      | 12        | 16       | 197                    | 30             | 28        | 17      | 3             |
| حديد(ملغرام)                        | 2.71    | 0.8     | 3.19    | 0.78      | 0.27     | 3.55                   | 0.61           | 4.4       | 0.54    | 0.6           |
| مغنيسيوم (ملغرام)                   | 127     | 25      | 126     | 23        | 21       | 65                     | 25             | 0         | 21      | 37            |
| فوسفور (ملغرام)                     | 210     | 115     | 288     | 57        | 27       | 194                    | 47             | 287       | 55      | 34            |
| بوتاسيوم (ملغرام)                   | 287     | 115     | 363     | 421       | 271      | 620                    | 337            | 350       | 816     | 499           |
| صوديوم (ملغرام)                     | 35      | 5       | 2       | 6         | 14       | 15                     | 55             | 6         | 9       | 4             |
| زنك (ملغرام)                        | 2.21    | 1.09    | 2.65    | 0.29      | 0.34     | 0.99                   | 0.3            | 0         | 0.24    | 0.14          |
| نحاس (ملغرام)                       | 0.31    | 0.22    | 0.43    | 0.11      | 0.10     | 0.13                   | 0.15           | -         | 0.18    | 0.08          |
| منغنيز (ملغرام)                     | 0.49    | 1.09    | 3.99    | 0.15      | 0.38     | 0.55                   | 0.26           | -         | 0.40    | -             |
| سيلينيوم (ميكروغرام)                | 15.5    | 15.1    | 70.7    | 0.3       | 0.7      | 1.5                    | 0.6            | 0         | 0.7     | 1.5           |
| فيتامين C (ملغرام)                  | 0       | 0       | 0       | 19.7      | 20.6     | 29                     | 2.4            | 0         | 17.1    | 18.4          |
| ثيامين (ملغرام)                     | 0.39    | 0.07    | 0.30    | 0.08      | 0.09     | 0.44                   | 0.08           | 0.24      | 0.11    | 0.05          |
| ريبوفلافين (ملغرام)                 | 0.20    | 0.05    | 0.12    | 0.03      | 0.05     | 0.18                   | 0.06           | 0.14      | 0.03    | 0.05          |
| نياسين (ملغرام)                     | 3.63    | 1.6     | 5.46    | 1.05      | 0.85     | 1.65                   | 0.56           | 2.93      | 0.55    | 0.69          |
| حمض البانتوثنيك (ملغرام)            | 0.42    | 1.01    | 0.95    | 0.30      | 0.11     | 0.15                   | 0.80           | -         | 0.31    | 0.26          |
| فيتامين B6 (ملغرام)                 | 0.62    | 0.16    | 0.3     | 0.30      | 0.09     | 0.07                   | 0.21           | -         | 0.29    | 0.30          |
| حمض الفوليك الإجمالي (ميكروغرام)    | 19      | 8       | 38      | 16        | 27       | 165                    | 11             | 0         | 23      | 22            |
| فيتامين A (وحدة دولية)              | 214     | 0       | 9       | 2         | 13       | 180                    | 14187          | 0         | 138     | 1127          |
| فيتامين E، ألفا توكوفيرول (ملغرام)  | 0.49    | 0.11    | 1.01    | 0.01      | 0.19     | 0                      | 0.26           | 0         | 0.39    | 0.14          |
| فيتامين K1 (ميكروغرام)              | 0.3     | 0.1     | 1.9     | 1.9       | 1.9      | 0                      | 1.8            | 0         | 2.6     | 0.7           |
| بيتا-كاروتين (ميكروغرام)            | 97      | 0       | 5       | 1         | 8        | 0                      | 8509           | 0         | 83      | 457           |
| لوتين+زياكسانثين (ميكروغرام)        | 1355    | 0       | 220     | 8         | 0        | 0                      | 0              | 0         | 0       | 30            |
| أحماض دهنية مشبعة (غرام)            | 0.67    | 0.18    | 0.26    | 0.03      | 0.07     | 0.79                   | 0.02           | 0.46      | 0.04    | 0.14          |
| أحماض دهنية غير مشبعة احادية (غرام) | 1.25    | 0.21    | 0.2     | 0.00      | 0.08     | 1.28                   | 0.00           | 0.99      | 0.01    | 0.03          |
| أحماض دهنية غير مشبعة متعددة (غرام) | 2.16    | 0.18    | 0.63    | 0.04      | 0.05     | 3.20                   | 0.01           | 1.37      | 0.08    | 0.07          |

| A ذرة، صفراء                |  |  |  |  |  |  |  |  | B أرز، أبيض، طويل الحبة،عادي، خام، غير مدعم |
| C قمح، شتوي أحمر صلب        |  |  |  |  |  |  |  |  | D بطاطا، كاملة بالقشور، خام                 |
| E بفرة، خام                 |  |  |  |  |  |  |  |  | F فول الصويا، خضراء، خام                    |
| G بطاطا حلوة، خام، غير معدة |  |  |  |  |  |  |  |  | H سورغم، خام                                |
| Y يام، خام                  |  |  |  |  |  |  |  |  | Z موز الجنة، خام                            |

## زراعة البطاطس

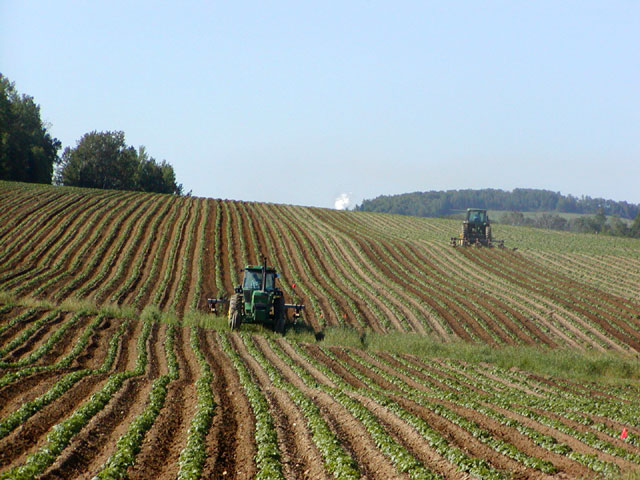
حقل لزراعة البطاطس

تزرع مئات الحقول من البطاطس في جميع أنحاء العالم، لكن عدداً قليلاً من هذه الأصناف هو الذي ينتج معظم المحصول. وفي معظم الدول الصناعية، يشمل ما يقرب من 80% من الإنتاج السنوي للبطاطس عشرة أصناف، وهناك إحجام في معظم الدول عن تغيير زراعة الأصناف القديمة المعروفة بأخرى حديثة ومحسَّنة.

### طريقة الزراعة
يجب إعادة زراعة البطاطس كل عام وبخاصة في الربيع، وذلك لأن النباتات تموت بعد نضج الدرنات. وتنجح زراعة البطاطس في المناطق التي تتراوح فيها درجة الحرارة عادة بين حوالي 15ْم و 20ْم.
معظم مزارعِي البطاطس يزرعون درنات كاملة صغيرة أو درنات مجزأة تزن نحو40 جم، والدرنات الكاملة وقطع الدرنات المجزأة تُسمى تقاوي البطاطس. ويوجد بكل التقاوي على الأقل عين واحدة (برعم)، وتُكَوِّنُ السيقان فوق وتحت سطح التربة. والدرنات الكاملة هي الأفضل لاستخدامها كتقاوي، لأن فرصة تعفنها وإصابتها بالأمراض تكون أقل مما في حالة الدرنات المجزأة. وقبل زراعة تقاوي البطاطس، يقوم المزارعون بمعالجتها بالمبيدات الفطرية لتقليل احتمال إصابتها بالأمراض.
يستخدم مزارعو البطاطس التجارية الآلات التي تزرع تقاوي البطاطس بمعدل يصل إلى ستة خطوط في المرة الواحدة. وتزرع التقاوي على عمق 5 ـ 10سم وعلى مسافة 15 إلى 50 سم بين النباتات. وتتراوح المسافة بين الخطوط بين 75 و 90 سم، ويستخدم مزارعو البطاطس نحو 1,5 ـ 3 أطنان مترية من التقاوي لزراعة هكتار واحد من الأرض.
تنمو البطاطس جيداً في تربة رملية طينية (طفالية) وهي نوع من التربة يتباين بناؤها بين التربة الطينية والتربة الرملية. ويجب أن تكون هذه التربة جيدة التهوية وجيدة الصرف وغنية بالأسمدة. ويقوم المزارعون أحياناً بعزق التربة حول النباتات النامية، حيث يساعد العزق على تهوية التربة وقتل الحشائش وتغطية الدرنات النامية بجزء من التربة. هناك طريقتين أساسيتين للعزق هما طريقة التكويم وطريقة التسوية، وتعتبر طريقة التكويم أكثر طرق العزق المستخدمة حيث تُستخدم عزَّاقة لتكوين كومات صغيرة على تقاوي البطاطس. والواقع أن هذه الكومات التي يبلغ ارتفاعها نحو 15ـ20 سم، تحمي الدرنات من لسعة الشمس أو الصقيع. أما طريقة التسوية فتُستخدم في الغالب في المناطق التي تُزرع فيها تقاوي البطاطس عميقاً في التربة حيث تتم الزراعة في بطن الخطوط ثم يقوم المزارع بملئها تدريجيًا مع تقدم نمو النباتات.
بعد تساقط الأزهار من نبات البطاطس، فإن بعض المزارعين يقومون برش الأوراق مرات عديدة بمواد كيميائية لمنع إنبات الدرنات بعد حصادها، وأحياناً يقوم المزارعون بإسقاط الأوراق قبل أن تصل النباتات إلى مرحلة النضج، وذلك حتى يتمكنوا من حصاد البطاطس قبل الصقيع أو الإصابة بالأمراض.

### الحصاد
معظم مزارعي البطاطس التجاري يستخدمون آلات الحصاد لحصد محصولهم. وهذه الآلات تخرج النبات من الأرض وتفصل الدرنات عن التربة، ثم تضع البطاطس في الشاحنات. وتقوم آلات الحصاد بحصاد 2-4 خطوط في وقت واحد. تجمع البطاطس ثم تنقل إلى مكان التعبئة لكي تغسل وتعبأ للشحن، وتستبعد الدرنات المجروحة والمصابةَ بالأمراض. بعد ذلك تصنف حسب الحجم. ويشحن بعض البطاطس مباشرة إلى أماكن التصنيع أو إلى محلات البيع، ولكن معظمها يخزن لبعض الوقت في المخازن في درجة حرارة تتراوح بين 4 و 10°م. ويمكن للبطاطس المخزن أن تسوَّق لفترة تصل إلى عام بعد الحصاد.

### الأمراض والآفات الحشرية
يهاجم نباتات البطاطس العديدُ من الأمراض. وتشمل الأمراض الفطرية والبكتيرية مثل مرض اللفحة المتأخرة وفـطر الأرومة والعـفن الحلقي والجرب (التبقع)، وبعض الأمراض الفيروسية، مرض اِلْتفاف الأوراق وفسيفساء البطاطس (مرض الموازييك) والتدرن المغزلي.
يتم مقاومة مرض اللفحة المتأخرة برش أو تعفير النباتات بمبيدات خاصة، على حين يمكن مقاومة فطر الأرومة والجرب جزئيا بزراعة تقاو سليمة. أما مرض العفن الحلقي، فالطريقة الوحيدة لمقاومته هي زراعة تقاو خالية من الأمراض. وبالنسبة للأمراض الفيروسية فإن أفضل وسيلة للقضاء عليها هي استبعاد أي نباتات أو درنات مصابة من الحقل وكذلك زراعة تقاو غير مصابة.
تشمل الحشرات الرئيسية التي تهاجم نباتات البطاطس قمل النبات والخنافس البرغوثية وخنفساء كولورادو وفراشة البطاطس (الحشرة النطاطة). وتصاب درنات البطاطس بحشرات مختلفة مثل الدودة القارضة ودويدة البطاطس والديدان السلكية. يمكن القضاء على الحشرات التي تتغذى على نباتات البطاطس برش المبيدات الحشرية على الخطوط وقت الزراعة حيث تمتص الجذور هذه المبيدات وتنقلها إلى السيقان والأوراق. وهذه المبيدات الحشرية تقتل الحشرات التي تتغذى بأوراق النبات.
ويمكن أن يتم رش بعض المبيدات الحشرية الأخرى مباشرة على الأوراق، كما يمكن مكافحة الحشرات التي تصيب الدرنات عن طريق رش المبيدات الحشرية على التربة قبل الزراعة.

## الإنتاج
يبلغ الإنتاج العالمي للبطاطا نحو 310 مليون طن متري سنوياً. وتتصدر الصين الدول المنتجة للبطاطا، وتليها روسيا ثم الهند فالولايات المتحدة الأمريكية ثم بولندا فأوكرانيا وألمانيا...

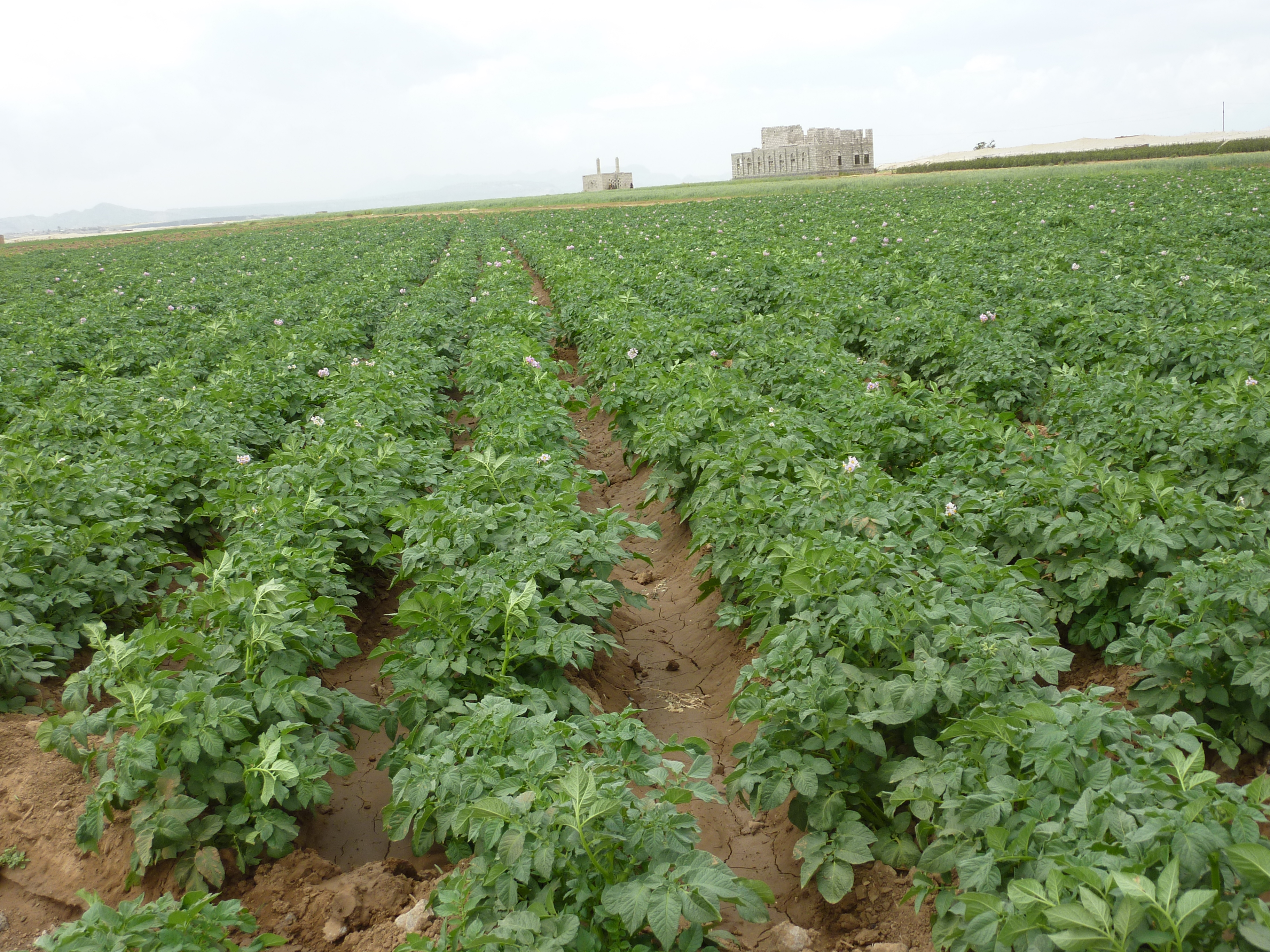
حقل بطاطس في محافظة ذمار- اليمن

وفي هولندا والولايات المتحدة، لا تزال معظم الأصناف القديمة تزرع على نطاق كبير، فهناك في هولندا الصنف بنتي الذي أُدخل في عام 1910 م، وفي الولايات المتحدة الأمريكية يوجد صِنف راسيت بيربانك الذي أدخل في عام 1890م، وفي المملكة المتحدة صِنف كنج إدوارد الذي أدخل في عام 1902 م، وما زالت تلك الأصناف من أهم الأصناف المنتجة والسائدة. وحتى فترة السبعينيات، كان الصنفان كنج إدوارد وماجستيك من أهم الأصناف الشهيرة من حيث الأهمية. ومنذ السبعينيات أصبح الصنفان الجديدان بنتلاند كراون والماريس بيبر من الأصناف الشائعة. وفي ألمانيا 9 من 10 أصناف تطورت خلال الخمسينيات والستينيات من القرن العشرين.

## نبات البطاطا
الأجزاء التي تؤكل من نبات البطاطا هي نموّات تُسمى الدرنات تتكون تحت الأرض على السيقان. ومعظم نباتات البطاطا تنتج نحو 3 ـ 6 درنات. وبعضها ينتج نحو 10 ـ 20 درنة حسب الصنف والظروف الجوية والتربة. والبطاطا تكون مستديرة أو بيضية صلبة، وقد يصل نموها إلى أكثر من 15 سم في الطول وقد يصل وزن الحبة إلى 1,5 كجم، أما قشرتها فهي رقيقة بنيِّة أو بنية مُحْمَرَّة أو حمراء وردية أو بيضاء ويكون اللون الداخلي للدرنة أبيض.
وتحتوي الدرنات على العديد من الطبقات. فالجلد الخارجي يسمى البشرة والطبقة التالية هي القشرة التي تعمل كمنطقة تخزين للبروتين وبعض النشا. والطبقة الثالثة تعرف باسم الحزم الوعائية وهي تستقبل النشا من أوراق النبات والساق. يتحرك النشا من الأحزمة الوعائية إلى الأنسجة المحيطة التي تتكون من الخلايا البرنشيمية أو اللحمية، وهي مناطق التخزين الرئيسية للنشا في الدرنة. ومركز الدرنة يُسمى النخاع ومعظمه يتكون من الماء.

## أشهر الأكلات مع البطاطا
هناك وصفات عديدة تحضّر من البطاطا كمكوّن أساسي أشهرها: البطاطا بوريه، غراتان البطاطا، بطاطا سوفليه، بطاطا مهروسة، كفتة بالبطاطا، دجاج وبطاطا، شوربة البطاطا وسلطة البطاطا وغيرها.

## محاذير تناول البطاطا
- تحتوي البطاطا على كميات كبيرة من السكريات البسيطة لذلك يفضل تناولها بكميات معتدلة لكونها من مصادر الكربوهيدرت. كما يجب الحذر وتناولها بكميات مناسبة بالنسبة لمرضى السكري. كأي نوع من الكربوهيدرا لأنها تؤثر في مستوي السكر في الدم.[9]
- يجب عدم تناول البطاطا الخضراء أو براعم البطاطا لأنها تحوي مادة السولانين السامة وقد تسبب مشاكل في الجهاز الدوراني والتنفسي وتشنجات عضلية وإسهال.[8]
- عند طهي البطاطا بدرجة حرارة أعلى من 120 درجة مئوية فإنها يمكن أن تنتج مادة الأكريلاميد السامة التي من شأنها أن تزيد خطر تطور العديد من السرطانات بالإضافة لأنها تملك خصائص تؤدي لسمية الجهاز العصبي ومن الأطعمة التي يمكن أن تحتوي على هذه المادة رقائق الشيبس والبطاطا المقلية بدرجات حرارة عالية.[8]

## وصلات خارجية
- المعلومات الغذائية عن البطاطا المسلوقة
- أكلات بالبطاطا
- الموسوعة العربية العالمية